# Vítězslav Hádl
Vítězslav Hádl (* 5. května 1945 Praha) je český hudebník, hráč na klávesové nástroje, hudební skladatel, hudební aranžér, hudební redaktor, dramaturg a pedagog.
Po studiu na pražské konzervatoři, kde studoval skladbu, dirigování a hru na varhany, působil jakožto pianista ve Finsku, později vystupoval v Divadle Rokoko, hrál i s kapelou Karla Vágnera. Podvakrát byl redaktorem hudebního vydavatelství Supraphon, v letech 1975–1980 pracoval coby redaktor hudebního vysílání Československé televize. Od roku 1986 vyučoval na pražské konzervatoři.
Jakožto skladatel se prosadil zejména jako autor písní ze žánru pop music, dále jakožto skladatel filmové hudby.
K jeho nejúspěšnějším písním patří: Zdá se, Cesta ke štěstí (Hana Zagorová), Milion důvodů (Karel Gott), Dávné lásky (Zagorová & Gott), Znala panna pána (Helena Vondráčková & Václav Neckář), Kino Gloria (Petr Rezek).
Je jedním z autorů hudby k populárnímu komediálnímu filmovému muzikálu Trhák (1980).